# Waterlooi csata
Az 1815. június 18-án lezajlott waterlooi csata Bonaparte Napoléon utolsó összecsapása volt. Elbai száműzetéséből nemrégen hazatért Napóleon ismét elfoglalta Franciaország császári trónját. Száznapos uralma idején az európai hatalmak egyesített erővel támadtak rá, először a brit Wellington herceg és a porosz Blücher tábornagy seregeivel került szembe.

## Előzmények

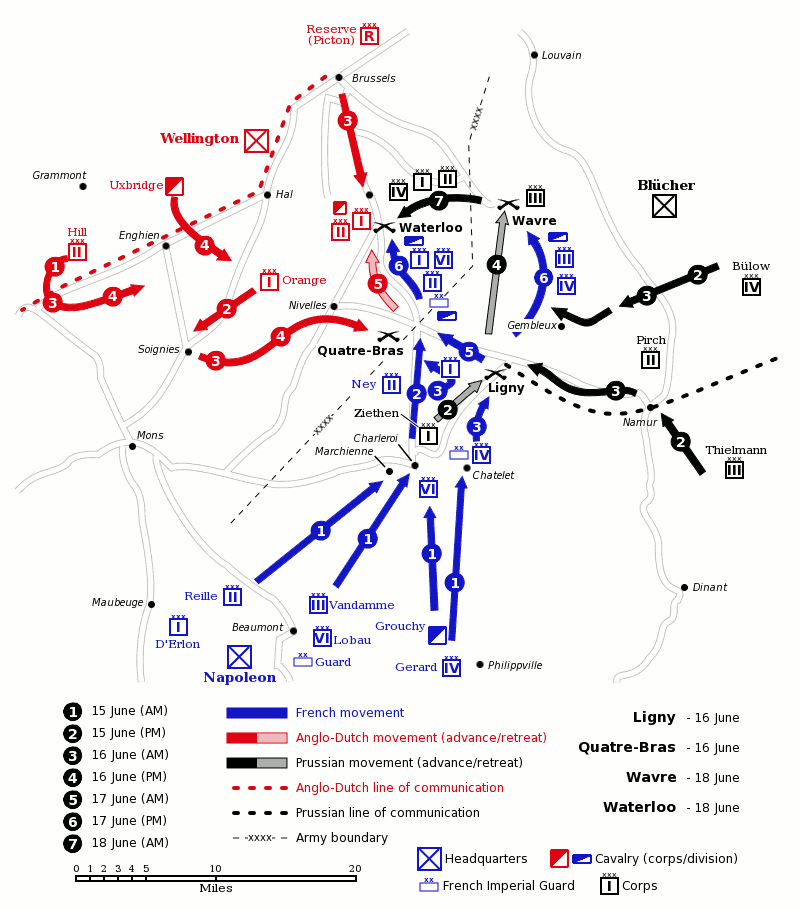
A csatát megelőző hadműveletek térképe

A brit–németalföldi–német szövetségeseket és porosz haderőt az 1815. június 16-án történő összecsapások (a döntetlen Quatre Bras-i csata és a lignyi porosz vereség) elválasztották egymástól. Ez Napóleon stratégiájának szerves részét képezte: szét akarta darabolni a császári hadaknál jóval nagyobb létszámú szövetségesek arcvonalát, hogy külön-külön vereséget mérhessen rájuk. A haditerv arra a feltételezésre épített, hogy először a szövetséges erők két gyengébb,  Wellington vezette brit-holland-német és Blücher porosz hadseregére kell döntő vereséget mérni. Napóleon ezután egy gyors támadással külön-külön vehetné fel a harcot a két legerősebb szövetséges csoportosítással, Schwarzenberg herceg 225 000 fős osztrák és Barclay de Tolly 168 000 fős orosz hadseregével.

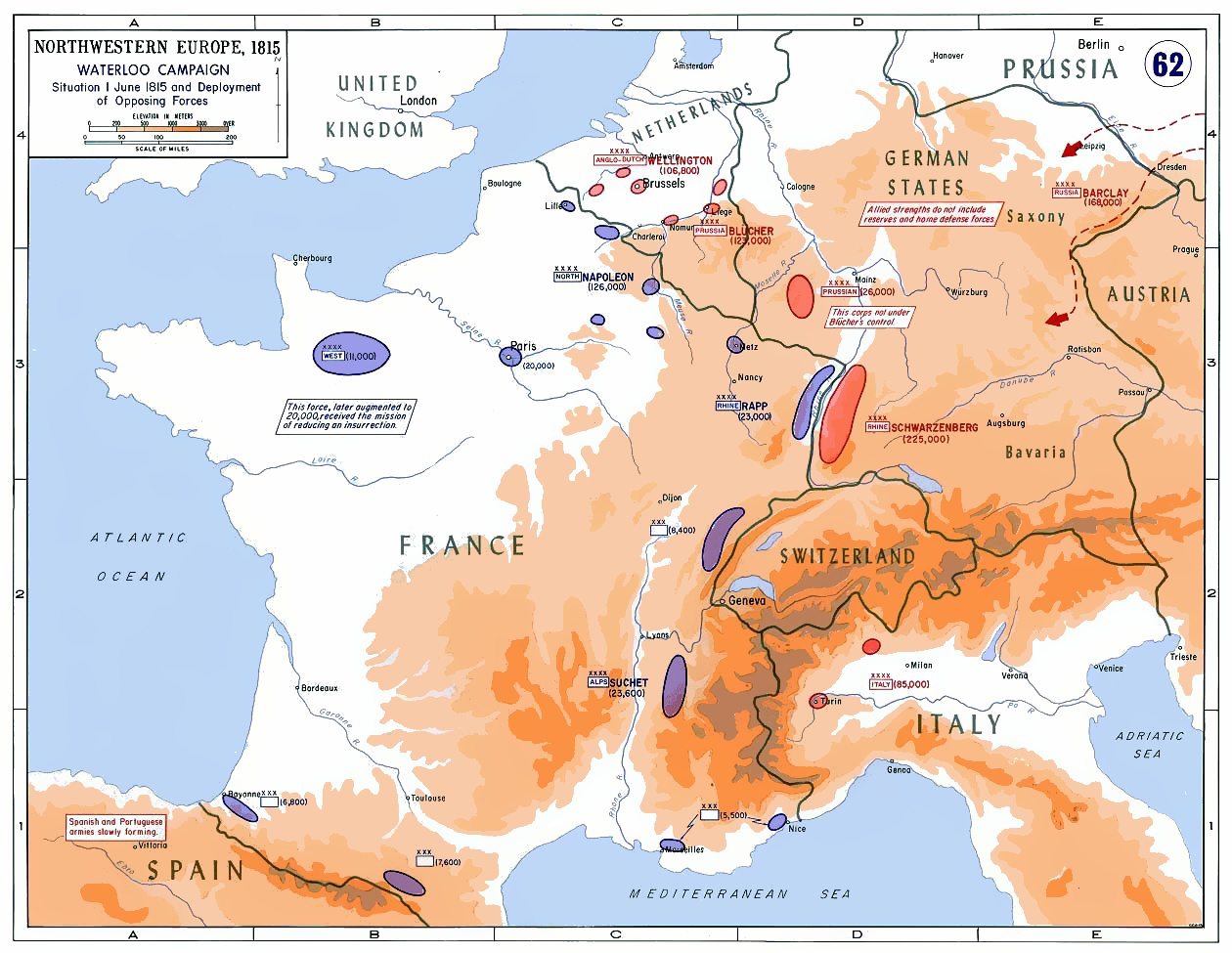
A stratégiai helyzet 1815-ben. Napóleon először a gyengébb ellenfelekre, Wellington brit-holland-német és Blücher porosz hadseregére akart vereséget mérni, hogy azután forduljon a szövetséges főerők, Schwarzenberg herceg 225 000 fős osztrák és Barclay de Tolly 168 000 fős orosz hadereje ellen.

A haditerv először működött, de Napóleon Emmanuel de Grouchy marsallnak adott félreérthető parancsai értelmében június 17-én 30 000 katona a poroszok nyomába indult, és ez hozzájárult a császár végső vereségéhez. Grouchy túl későn kezdte meg az üldözést mind 17-én, mind 18-án. Végül a második napon a francia Északi Hadsereg jobb szárnyát megerősítették lovashadtestekkel, és az elbizakodott marsall ahelyett, hogy Étienne Maurice Gérard tanácsára a puskaropogás (azaz a fő ütközet) felé menetelt volna, összecsapott a báró Johann von Thielmann altábornagy vezette hátvéddel a wavre-i csatában.
A június 17-18. közötti éjjelen a porosz hadsereg erősítést kapott: gróf Friedrich Wilhelm Bülow von Dennewitz tábornok vezetésével megérkezett a IV. hadtest, amely Lignynél még nem harcolt.
Wellington helyzete a poroszok lignyi kudarca után tarthatatlanná vált Quatre Bras-nál. Az esős időt kihasználva 17-én a brit parancsnok visszavonta hadait a korábban már felderített harcállásokba Waterloonál, a soignes-i erdőtől délre. A francia Északi Hadsereg Ney marsall vezette bal szárnya követte őket, és a császár a tartalék hadsereg nagy részével csatlakozott hozzá. (Korábban a jobb szárny és a tartalékosok verték meg a poroszokat Ligny mellett.)

## A csata
A csatában leginkább Wellington serege volt nemzetiségét tekintve összetettebb, ám Napóleonnál is akadt jó néhány nem francia nemzetiségű: a Császári Gárda katonái között még mindig ott voltak az Egyiptomból származó, kis létszámú mamelukok, továbbá veterán holland és lengyel katonák is. A britek német szövetséges csapatain kívül szintén volt egy kizárólag alájuk tartozó veteránokat tömörítő német légiójuk, amely főleg a Nagy-Britanniával perszonálunióban álló Hannoveri Királyság katonáiból állt. A poroszoknak négy orosz-német légiójuk volt, illetve a sziléziai kiegészítésű ezredeik között lengyelek és csehek is szolgáltak.
Waterloonál Wellington jobb szárnyát a megerősített Hougomont farm biztosította, középen La Haye Sainte-et erősítették meg, a bal szárnyat pedig több kisebb tanya (például La Haie és Papelotte) védte. Napóleon már a támadás megkezdése előtt szembesült az egyik legnagyobb gondjával. Egyrészt nem ismerte a porosz hadsereg helyzetét, mióta az visszavonult Ligny-től, és azzal is tisztában volt, hogy Wellington állásai ellen a korszak legfélelmetesebb erejével, a francia tüzérséggel kell kezdenie a támadást, erre azonban órákon át nem adódott lehetőség, mivel az előző esti viharban felázott talajnak ki kellett száradnia, hogy elbírja az ágyúkat. A sár a gyalogságot és a lovasságot is hátráltatta, miközben azok állásaikba evickéltek. Amikor a francia tüzérség végül tüzet nyitott a brit állásokra 11:35 körül, az ellenségre gyakorolt hatást erősen csökkentette, hogy a felpuhult föld elnyelte a becsapódó lövedékeket. Ráadásul Wellington a szövetségesek zömét a dombtető mögött helyezte el, így védve azt a várható ágyúzástól.
A francia haditerv egyik sarkalatos pontja volt, hogy a szövetségesek tartalékos erőit a jobb szárnyhoz kelljen vezényelnie Wellingtonnak, Hougomont-hoz. A francia támadások azonban sorozatosan megtörtek, noha a francia csapatok egy alkalommal már a tanyaépület udvarába is behatoltak, de még innen is visszaverték őket. Hougomont külön csata lett a csatában az egész nap folyamán, kitartó védelme pedig ezernyi értékes francia katonát kötött le a sikertelen rohamokban, míg a szövetségesek tartalékosai zömmel helyben maradtak.

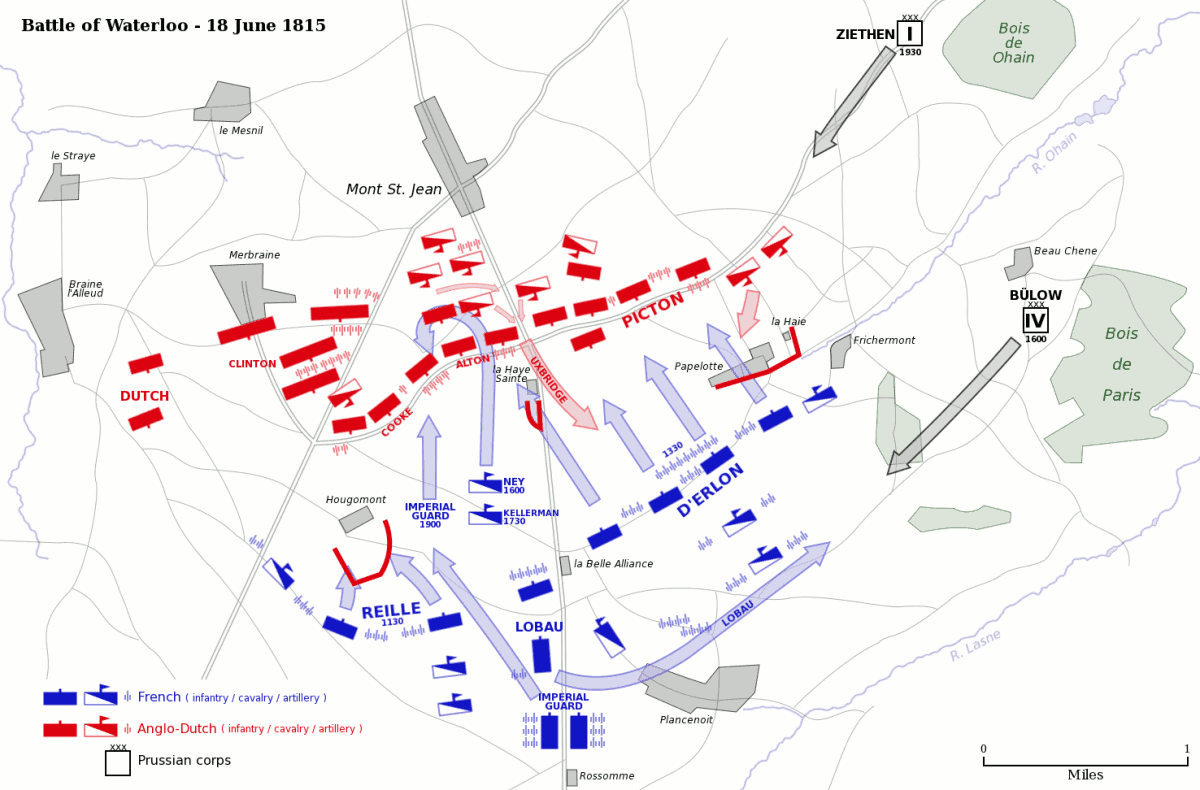
A csata térképe

13:30-kor a császár Ney marsallnak megparancsolta, hogy küldje Jean-Baptiste Drouet d’Erlon gyalogságát Wellington arcvonalának középső része ellen La Haye Sainte-et nyugat felől kerülve. A támadás a Willem Frederik van Bylandt vezérőrnagy vezette belga-holland 1. dandárra összpontosított, amely azon kevés egységek egyike volt, melyeket az arcvonal lejtős részén helyeztek el. Intenzív bombázás és d’Erlon csapatainak tüzelése nyomán nem egészen tíz perc után a túlerőben levő franciák visszavonulásra kényszerítették Bylandt hadait Thomas Picton tábornok hadosztályának vonalain keresztül. Picton seregében sok Portugáliát és Spanyolországot megjárt veterán harcolt, köztük a skót-felföldi ezredek, néhány azon kevés harcedzett brit alakulat közül, amelyek Waterloonál a brit kontingensbe tartoztak.
Picton hadosztálya ellentámadásba ment át lefelé a lejtőn, hogy feltartóztassa d’Erlon előretörő gyalogságát. A britek szintén sokat szenvedtek a sortüzektől és a heves közelharcoktól, de Picton katonái kitartottak, és lassanként felőrölték a támadást. A francia támadást végül a Henry William Paget Uxbridge, Anglesey márkija vezette brit nehézlovasság és a hírhedt Skót Szürkék rohama verte vissza. Ezt azonban annyira megsínylette a nehézlovasság, hogy a csatában már nem játszhatott jelentős szerepet.
Mindeközben a csatamező keleti részén felbukkantak a poroszok. Napóleon a tartalékát, Lobau két lovashadosztállyal megerősített VI. hadtestét küldte ellenük (kb. 15 000 embert), így gyakorlatilag minden gyalogsági tartalékát felélte – kivéve a Császári Gárdát.
Amikor a császár váratlanul elhagyta a csatamezőt kora délután, a heves Ney félreértelmezett egy szövetséges átcsoportosítási manővert: azt hitte, hogy Wellington megkezdte az általános visszavonulást, ezért meggondolatlanul lovasezredeket küldött előre gyalogsági fedezet nélkül. Vagy 5000 lovaskatona indított rohamot felfelé a meredek lejtőn, ám a nagyerejű támadásokat visszaverték a kitartó szövetségesek. 4 sor mélyen, négyzet alakban álltak fel a gyalogosok bajonettekkel felszerelkezve, melyekkel rengeteg francia támadót pusztítottak el. A visszavonuló, újracsoportosító lovasságot a britek a tüzérséggel is kitartóan lövették, közben pedig a szövetséges könnyűlovassági ezredek és a holland nehézlovas dandár ellentámadásokat indított. Hosszas csatározás után a francia lovasság kimerült.
A poroszok már harcoltak a császári haderő jobb szárnyával, amikor a kora esti órákban La Haye Sainte-et elfoglalták a franciák. A németek kiűzték Lobau-t Plancenoit-ból, a csatamező egyik legmesszebbi pontjáról. Ekkor Napóleon a 10 zászlóaljból álló Ifjú Gárdát küldte a poroszok ellen, amit azok kemény harcok árán visszavertek. A császár ekkor a Régi Gárda 2 zászlóalját indította Plancenoit-ba, akik félelmetes harcok árán visszaszorították a poroszokat. De nem elég messzire sikerült őket visszavetni: kb. 30 000 német katona ismét megrohanta a falut. A 20 000 francia védő (főleg a Régi Gárda egységei) kb. egy órán át tartották Plancenoit-t, mielőtt a masszív porosz ellentámadás félórányi véres utcai csatározás után kiverte őket állásaikból. Utolsóként a temetőt és a templomot védő Régi Gárda futamodott meg. A nap végére a francia veszteségek hatalmasra nőttek: volt olyan alakulat, ami 92%-os veszteséget szenvedett.

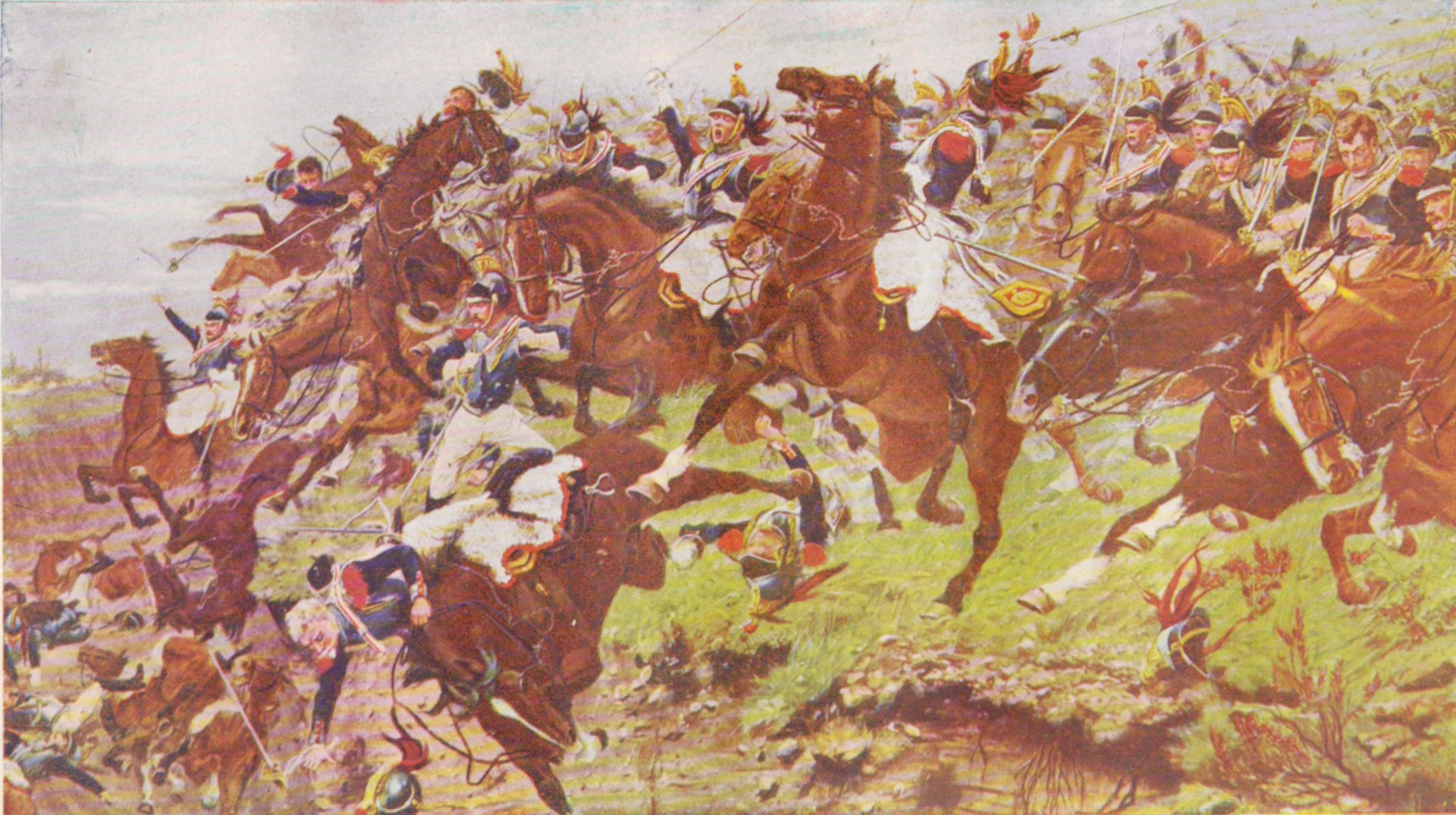
Stanley Berkley: A bemélyedt út Waterloonál

Miközben Wellington arcvonalának középső részét a La Haye Sainte-et elfoglaló franciák veszélyeztették, Napóleon az utolsó tartalékát is mozgósította: a mindeddig veretlen Császári Gárdát. Lövedék- és repeszviharon keresztül indítottak rohamot, és a gárdisták 5 zászlóalja legyőzte a számbeli fölényben levő szövetségesek első vonalainak brit és német (Brunswick, Nassau) alakulatait. A gárdisták tovább törtek előre, a helyzet pedig kezdett kritikussá válni. Chassé holland hadosztályát küldték a császáriak feltartóztatására, aki a tüzérséggel oldalba kapta a dicsőséges gránátosokat, de a franciák ennek ellenére nem hátráltak meg. Chassé kénytelen volt katonáival rárontani a gárdistákra, akik azonban még mindig tartották magukat.
Mindeddig tőlük nem messze nyugatra 1500 brit gárdista – vezetőjük Peregrine Maitland – fedezékben védekezett a francia tüzérségi tűz ellen. Ekkor azonban egy emberként felemelkedtek fedezékeikből, és szétzúzták a rémült Császári Gárdát közvetlen közelről leadott sortüzeikkel. A francia vadászhadosztályok megpróbáltak felfejlődni, hogy viszonozzák a tüzet – ekkor indult meg a szövetséges bajonett-roham, amit egy újonnan érkezett francia vadászzászlóalj még megfutamított, ám a siker csak ideiglenes volt. A brit gárdistákat üldöző franciákat Frederick Adam tábornok friss brit dandárja végül megfutamította.
A történelem folyamán először a Császári Gárdát szétverték, és katonái fejetlenül menekültek vissza a francia vonalak felé. Wellington, aki úgy ítélte meg, hogy a gárdisták visszavonulása elbátortalanította a többi ellenséges alakulatot, felállt Copenhagen nevű kedvenc lova nyergében, és kalaplengetve jelt adott az általános rohamra.
A Császári Gárda maradéka a sikertelen támadás után a három (egyes források szerint négy) francia tartalékzászlóalj mellett gyülekezett, és délre La Haye Sainte-től kiépítették az utolsó állásukat. Adam dandárja és az ötödik brigád egy része (a hannoveri Landwehr (Hadsereg) Osnabrück Zászlóalja) – mindkét alakulat a Sir Henry Clinton altábornagy vezette 2. közös hadosztály része – támadásával teljesen összezavarta a franciákat; a félig-meddig megmaradt egységek a főhadiszállás, La Belle Alliance (Szép Szövetség) felé menekültek. Ekkor fogadta Hugh Halkett őrnagy Pierre Cambronne tábornok megadását, és a legenda szerint ekkor hangozhatott el a Cambronne-nak tulajdonított híres mondás: „La Garde meurt, elle ne se rend pas!”, azaz „A Gárda meghal, de nem adja meg magát!”.

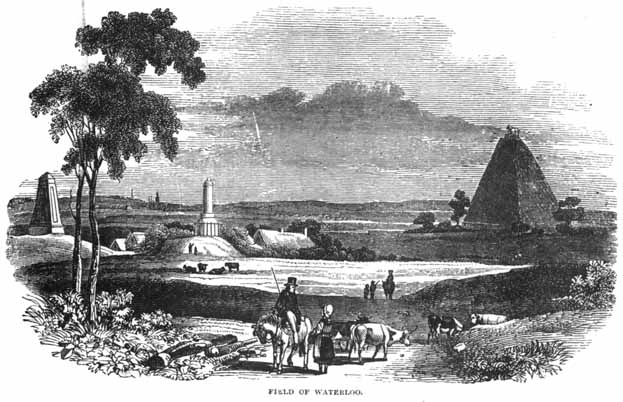
A waterlooi csata színhelye, 1851-es ábrázolás

Körülbelül ugyanekkor verték ki a poroszok a franciákat Plancenoit-ból.
A brit és szövetséges erők előretörése és Plancenoit elvesztése hatására a teljes francia front felbomlott. Az utolsó egységek, amelyek szervezett hadrendben maradtak, a Régi Gárda két, a főhadiszállás körül állomásozó zászlóalja volt. Ez volt a legvégső tartalék, egyúttal a császár személyes testőrsége. Egy ideig Napóleon abban reménykedett, hogy ha a két zászlóalj kitart, a francia haderő maradéka felfejlődhet mögötte, ám a visszavonulás fejvesztett meneküléssé vált, így erre már nem kerülhetett sor. A két egység négyzetalakba fejlődött fel La Belle Alliance két oldalán, hogy felfogják az ellenfél előretörő lovasságának támadásait.
A császár – amíg nem tudták meggyőzni, hogy a csata elveszett és távoznia kell – ellenállásra utasította a két zászlóaljat (személyesen a bázistól nyugatra esőt vezette). A poroszok a keleti zászlóaljat támadták meg, Adam hadai pedig a nyugatit kényszerítették visszavonulásra. Az alkony leszálltával mindkét francia egység viszonylag szervezett rendben visszavonult Franciaország felé. A francia tüzérség a britek és poroszok kezébe került sok megfutamodó franciával együtt, akik miatt az ágyúk visszavonása is lehetetlenné vált. A szövetséges lovasság kb. 23 óráig üldözte a megfutamodókat, a poroszok pedig egész éjjel követték őket.

## A francia vereség okai
A francia haderő vereségéhez több szarvashiba járult hozzá. Ezeket elsősorban Napóleon követte el: a császár a poroszok üldözését sokáig halogatta, majd homályos parancsokat osztott ki, hol ide, hol oda rendelte az alakulatokat. A császár helyettese, a korábban legendás bátorságáról ismert Ney marsall ide-oda vetette a francia csapatokat, majd mikor a zűrzavar kialakult, önkontrollját vesztve, kapkodva és dühösen próbált rendet teremteni, hozzájárulva a katasztrófához. Maga Napóleon a csata előtt már beteg volt, megfázott és aranyere kínozta. Az 1812-es oroszországi események mind a császárt, mind Neyt alaposan kikezdték idegileg és mentálisan, ez pedig rányomta bélyegét korábbi képességeikre, és hozzájárult a csúfos bukáshoz.

## Következmények
Este kilenc óra körül Wellington és Blücher találkozott Napóleon korábbi főhadiszállásán, La Belle Alliance-ban, ezzel jelezve a csata végét.
Több tízezer halott katona fogait távolították el a túlélő katonák és a helyiek, illetve kifejezetten az e célból odautazó hullarablók (többen Nagy-Britanniából), hogy eladják őket fogsor-protézisek készítéséhez.
A Waterloonál elszenvedett francia vereség és a napóleoni háborúkat záró wavre-i csata után Napóleon visszatért Párizsba és bár a nép támogatta, de a kamarák nem, ezért lemondott. Szóba került Amerikába emigrálása, de azt a britek nem engedélyezték. Noha lett volna lehetősége titokban egy hajón távozni, ő maradt. Néhány nappal később letartóztatták, majd Szent Ilona szigetére száműzték, ahol 1821-ben meghalt. Noha ezután Franciaországban restaurálták a királyságot, a bonapartizmus továbbra is jelentékeny politikai tényező maradt.

## Waterloo a köztudatban

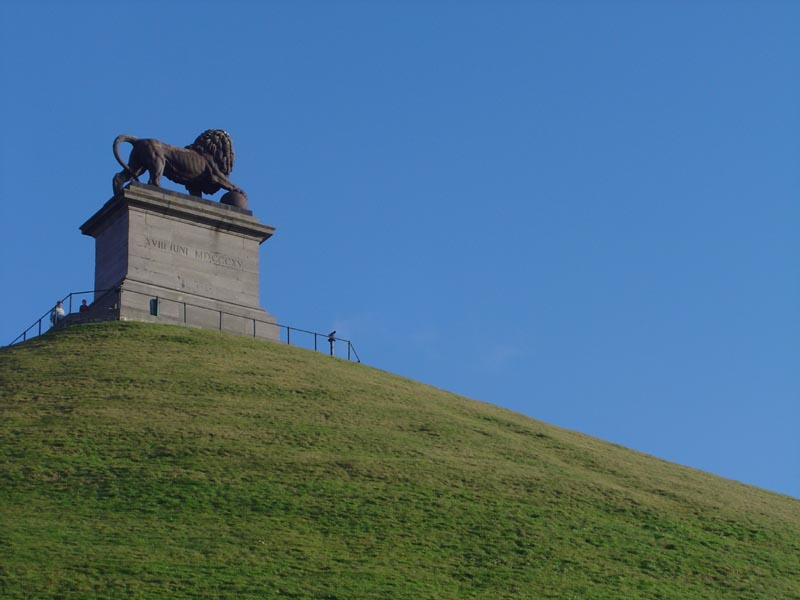
A waterlooi csatában elesett holland és belga katonák emlékműve: a domb korábban nem állt itt, a belgák a domb emeléséhez hatalmas mennyiségű földet hordtak le a csatatérről, ami miatt utóbb Wellington hercege szörnyű dühbe gurult, mivel így elcsúfították a csatateret, és egyúttal karrierje csúcspontjának helyszínét

- A Waterloo kifejezés az angol nyelvben a döntő végkimenetel szinonímájaként honosodott meg. Más nyelvekben a megsemmisítő vereség kifejezésévé lett.
- Victor Hugo A nyomorultak című regényében egy egész fejezetet szentel a csatának: részletesen leírja az általa személyesen meglátogatott helyszínt, és az eseményeket. [2]
- Sir Arthur Conan Doyle: Gerard kalandjai (The Adventures of Gerard, 1903) című, kitalált hőséről, Etienne Gerard brigadérosról szóló művének egyik fejezete az „Amelyben a brigadéros unatkozott Waterloonál” alcímet viseli. Project Gutenberg: The Adventures of Gerard (Hangoskönyv (angol))
- 1968-ben a Serge Silberman által producerelt és Jean Herman által rendezett ikonikus Adieu l'Ami (magyarul: Ég veled, barátom!) című filmben a Charles Bronson által alakított karakter a csata dátuma, mint titkos kódzár alapján leplezi le a fondorlatos bűntényt, amelybe az Alain Delon által alakított társával belekeveredtek.
- Bernard Cornwell „Waterloo: Sharpe's Final Adventure Campaign” (Sharpe utolsó kalandorútja) című regényének kitalált hőse, Richard Sharpe az orániai herceg vezérkarának tagja. Később tévéfilmváltozata is elkészült a BBC égisze alatt Sean Bean főszereplésével.
- 1970-ben készült el Szergej Bondarcsuk Waterloo című filmje (Youtube), amely a csata főbb eseményeit dolgozta fel, és monumentális csatajeleneteiről híres.
- Az ABBA együttes „Waterloo” címet viselő dalával 1974-ben megnyerte az Eurovíziós Dalversenyt.
- Az Iced Earth együttes „Waterloo” címmel megénekelte a csatát a „The Glorious Burden” (A dicsőséges teher) című albumán (2004).
- A Running Wild együttes az 1989-ben megjelent "Death or Glory" albumán a "The Battle of Waterloo" számával megemlékezik a csatáról.

### Magyarul
- Victor Hugo: A nyomorultak, II. kötet, II. rész: Cosette, Első könyv: Waterloo  I.-XII. fejezet és XIII.-XIX. fejezet (a Magyar Elektronikus Könyvtár jóvoltából) (Az angol változat itt olvasható.)
- Iain Gale: Waterloo négy napja – A megnyert és az elvesztett ütközet; ford. Mészáros Viktor; Partvonal, Bp., 2006, ISBN 963 9644 18 8
- Jean-François Bueno–Serge Cosseron: Napóleon nagy csatái. Austerlitztől Waterlooig; ford. Bíró Péter; Kossuth, Budapest, 2000
- John Keegan: A csata arca. A közkatonák háborúja, 1415–1976. Agincourt, Waterloo és a Somme; ford. Kőrös László; 2. jav. kiad.;  Akadémiai, Budapest, 2013 (Hadiakadémia)

### Angolul
- Wellington jelentései 1815. június 19. (angolul)
- Bibliografikus források referanciakönyvtára – Német Waterloo Források (angolul)
- Brit MOD „A mai napon" cikk (angolul)
- Szemtanúk beszámolói a napóleoni háborúkról Archiválva 2012. szeptember 3-i dátummal a Wayback Machine-ben (angolul)
- Waterloo jelentősége a franciák és a britek számára – benne a katonák arányai nemzetiségük szerint (angolul)
- Mítoszok és hazugságok a holland és belga csapatok 1815-ös teljesítményéről (angolul)
- BBC History – Waterloo (angolul)
- Napóleon gárdája Waterloonál, 1815 (angolul)